# J-PARC放射性同位体漏洩事故
J-PARC放射性同位体漏洩事故（ジェイパークほうしゃせいどういたいろうえいじこ）とは、日本標準時2013年5月23日11時55分、茨城県那珂郡東海村にある大強度陽子加速器施設J-PARCの施設の1つであるハドロン実験施設で発生した放射性同位体の漏洩事故である。装置の誤作動に起因する放射性同位体の拡散と、事故発生後の対応が誤っていた事によって、当時施設内にいた作業員や研究者102人のうち34人が被曝したほか、管理区域外にも微量の放射性同位体が漏洩した。原子力規制委員会は、本事案を暫定的に国際原子力事象評価尺度レベル1（逸脱）に相当する事象と評価した。

## 事故の経緯
J-PARCのハドロン実験施設では、6×6×66mmの金の標的に、50GeVの出力を持つシンクロトロンで最大で光速の99.98%まで加速した陽子を照射し、ニュートリノやπ中間子などの二次粒子を発生させ、それらの粒子を利用した複数の実験を平行して行うことができる。しかし2013年5月23日11時55分 (JST) 、陽子ビームの異常を知らせる警報でビームが停止した。このとき、通常の400倍に相当する、5ミリ秒間で20兆個の二次粒子が取り出された。その後の12時8分頃、警報をリセットした上で運転を再開したが、二次粒子の発生数が低下していたため、調整を行ったうえで12時30分頃に利用運転を再開した。しかし同時刻に、K1.8BR実験グループが中性子カウンターの数値上昇を確認したため、調査を行った。その結果、13時30分頃、ハドロンホール内のガンマ線モニタが、通常の約10倍に相当する4μSv/hの放射線量を確認した。そこで14時26分頃ビーム運転を停止したところ、ガンマ線量の低下を確認した。また、15時15分頃、排気ファンをまわしたところ、さらに線量が低下することを確認した。このため15時32分頃、線量がある程度低下した段階で、ビームの連続運転を再開し、標的の位置を再調整した。また、排気ファンを停止した。16時0分頃、ホール内の線量測定を行った結果、全体の線量が4から6μSv/hと高く、ガンマ線モニタの線量に再度の上昇が認められたため、16時15分にビームの運転を停止した。そして17時0分頃、ホール内の放射性同位体による汚染を確認し、17時30分頃に作業員の簡易的な身体汚染調査をし、汚染が基準値以下であることを確認したうえで、ホール外への退避を完了した。作業員はこの日は帰宅している。なお、この時の推定被曝量は、日本原子力研究開発機構が内規で定める、被曝限度量0.5mSv/日以下であったと測定されたが、精度が粗いもので、結果的に間違っていたことが後に判明する。
翌24日の9時頃から、昨日に起きた状況について報告がなされたが、その時点では通報連絡に該当する事案であるとは考えられていなかった。その理由として、ホール内の空間線量や床の放射性同位体の濃度が通常の約10倍になった時点では、法律上の問題はなく、報告も必要な数値ではないためであると語られている。東海研究開発センター核燃料サイクル工学研究所のモニタリングポストデータに線量がわずかだが一時的に上昇していることが確認されたのが17時30分頃であった。18時過ぎには、線量の上昇が排気ファンを運転した時間とほぼ一致していることが確認されたため、21時10分に原子力科学研究所の緊急連絡先に通報した。現地対策本部を設置し、議論した結果、放射性同位体が施設外に漏れ出た可能性があることから、放射性同位元素等による放射線障害の防止に関する法律の管理区域外での漏えい（施行規則第39条第1項第4号）に基づく法令報告に当たると判断。22時40分に関係機関への連絡が行われた。また、詳しい内部被曝の検査を希望した4人を検査した結果、内部被曝をしていることが確認された。

## 原因
放射性同位体がホール内に拡散した直接の原因は、装置の誤作動である。ハドロン実験施設では、シンクロトロンから実験施設の取り出し口へと漏れ出る陽子線を利用しているが、何らかの電源の誤作動により、取り出し電流を調整する電磁石に5ミリ秒間、正常値ではない過大な電流が流れた結果、電磁石が正常に動作しなくなり、通常2秒間かけて30兆個送り込む陽子を、5ミリ秒で2兆個という、正常より過大な量が金の標的に照射された。金の標的は、正常な運転でも核変換されて放射性同位体を生ずるが、このときには通常よりも多量に生じた上、金が高エネルギーの陽子を多量に受けた事によって蒸発した。また、このような金が蒸発し放射性物質が飛散するという事故が想定されていなかったため、飛散を防止する装置などが取り付けられておらず、また生じた放射性同位体のエネルギーが高かったために、標的を覆う真空パイプや樹脂やコンクリートの遮蔽材を貫通し、ホール内へと放射性同位体が漏洩・飛散した。J-PARCを運営している機構の1つである高エネルギー加速器研究機構の責任者は、事故の原因となった故障は珍しいケースであり、想定外であることを説明している。
また、ホール内に飛散した放射性同位体が管理区域外へと漏洩した原因は、警報を停止した上で実験を再開したり、フィルターがない排気ファンをまわすという操作といった、起こった事象に対する行動や判断を誤った人為的なものである。警報を停止したのは、施設の装置が正常に働く事を確認したことと、誤報が珍しく無かったことから、今回の警報も誤報であると判断したためである。しかし、実際には警報を発して装置が自動停止した11時55分には、金の標的が損傷していたと考えられており、誤報ではなかった。排気ファンを回す措置を取ったのは、ホール内の放射線量を下げるためであり、通常でも、半減期の短い核種の生成により線量が上がる事があるため、すぐに線量が減衰すると考えたためであるという。また、仮に外部に放射性物質が漏洩したとしても、生じた核種の半減期が短いため、影響はないと考えた事も原因として上げられている。このように判断をしたのは、装置を停止するとすぐに放射線量が下がったためである。

## 結果
事故発生当時、ホール内には55人の研究者や作業員がいたが、このうち33人に1.7mSvから0.1mSvの実効線量を示す被曝が確認された。このうち1.0mSv以上の実効線量を示したのは7人である。原子炉を用いず核燃料も扱わない加速器施設での1mSv以上の被曝は世界的にも異例の事故である。また、残りの22人については被曝が認められなかった。最初に公表された4人は外部被曝と内部被曝のそれぞれの実効線量が判明しており、4人とも主に内部被曝が総実効線量を大半を占めている事がわかる。また前記の55人の他に、ハドロン実験施設管理区域には当時47人が入域していたが、そのうち1名に0.1mSvの被曝が認められた。また、47人の中で帰国している外国人2人はそれぞれ帰国先の医療機関での被曝の有無を確認しているが、それ以外の合計100人の検査は終了している。
放射性同位体は、金標的の197Auが照射された陽子と核反応や核破砕されることで生じた。検出された核種は全部で13種類であり、更に放射性の娘核種が3種類ある。内部被曝に関与している可能性があるのは24Na、43K、195Hg、197Hg、198Auであると推定されている。日本原子力研究開発機構によれば、全ての人の被曝量は少なく、健康上の問題はないとされている。1回目の排気ファンをまわした後の17時20分頃に採集した空気500cm3をゲルマニウム半導体検出器を用いて核種分析を行った結果、10種類の核種の量が判明しており、合計の放射能は353Bqである。また、その量から管理区域外への影響が推定された。
| 核種   | 半減期      | 崩壊モード            | 崩壊生成物 |
| ------ | ----------- | --------------------- | --- |
| 24Na   | 14.9590時間 | β-                    | 24Mg |
| 43K    | 22.3時間    | β-                    | 43Ca |
| 76Kr   | 14.8時間    | β+                    | 76Br (β+・16.2時間) → 76Se                                                                                      |
| 82Br   | 35.282時間  | β-                    | 82Kr |
| 95Nb   | 34.911日    | β-                    | 95Mo |
| 123I   | 13.2235時間 | β+                    | 123Te |
| 131I   | 8.02070日   | β-                    | 131Xe |
| 195Hg  | 10.53時間   | β+                    | 195Au (EC・186.10日) → 195Pt                                                                                    |
| 195mHg | 41.6時間    | IT (54.2%) β+ (45.8%) | IT：195Hg (β+・10.53時間) → 195Au (EC・186.10日) → 195Pt β+：195mAu (IT・30.5秒) → 195Au (EC・186.10日) → 195Pt |
| 197Hg  | 64.94時間   | EC                    | 197Au |
| 198Au  | 2.69517日   | β-                    | 198Hg |
| 199Au  | 3.139日     | β-                    | 199Hg |
| 199mHg | 42.66分     | IT                    | 199Hg |

| 核種   | 半減期      | 放射能 (Bq) | 質量 (×10-16g) |
| ------ | ----------- | ----------- | -------------- |
| 24Na   | 14.9590時間 | 063.5       | 001.97         |
| 43K    | 22.3時間    | 064.0       | 005.29         |
| 76Kr   | 14.8時間    | 032.4       | 003.14         |
| 82Br   | 35.282時間  | 019.5       | 004.86         |
| 95Nb   | 34.911日    | 009.10      | 062.4          |
| 123I   | 13.2235時間 | 017.2       | 002.41         |
| 131I   | 8.02070日   | 028.6       | 062.2          |
| 195mHg | 10.53時間   | 018.4       | 003.26         |
| 197Hg  | 64.94時間   | 039.5       | 043.6          |
| 199mHg | 42.66分     | 061.0       | 000.74         |
| 合計   | 合計        | 353         | 190            |

また、施設内が約30Bq/cm2程度汚染されたほか、モニタリングポストでは通常の70から130nGy/hの線量に対し、10nGy/hというわずかな上昇が確認された。環境に対する影響は調査中である。ただし、モニタリングポストの値では、健康への影響は少ないと見られている。おおむね南西方向に、年間の放出管理目標の1%に相当する、約1000億Bqの放射性同位体が放出されたと推定されている。この値は福島第一原子力発電所事故やチェルノブイリ原子力発電所事故のような原子力発電所の事故で放出された総量の1億分の1以下である。さらに日本原子力研究開発機構および高エネルギー加速器研究機構による「J-PARCハドロン施設からの放射性物質の環境影響評価」では、拡散式を用いた解析的な方法および計算シミュレーションコードWSPEEDI-IIを用いた周辺環境の線量の評価により、放出された放射性物質は、実験施設を東端にほぼ西方向の長さ約1km、南北方向の幅約300mの狭い範囲内に拡散移行して希釈されていたことがわかった。その中に住宅地も含まれているが、住宅地での累積線量は0.003μSv、J-PARCの敷地との境界で0.29μSvと、共に健康に影響の出る値ではないと発表した。 施設は現在立ち入り禁止となっており、除染ではなく放射性同位体が自然に減衰するのを待つとしている。また、装置は停止しており、原子炉などと異なり運転を再開しない限り新たに放射性同位体は生成されないため、これ以上の放射性同位体の漏洩はないとされている。
なお、このような加速器を用いた研究施設の放射性同位体に対する安全規制は、原子炉などとは仕組みが異なるため規制も異なり、生ずる放射性同位体の量が極めて少ないことから基本的に原子炉と比べてゆるやかであり、放射性同位元素等による放射線障害の防止に関する法律に基づく法的な規制でも、放射性物質が管理区域外に漏洩するのを防ぐための具体策は義務づけられていない。また、日本国外の加速器施設でも、加速器の運転時に生ずる高エネルギー粒子線での被曝を防止するための安全対策が主に重視されており、生ずる放射性同位体の漏洩防止策は特に講じられていない。これは、生ずる放射性同位体の量が発電用原子炉などと比べると極めて微量であることや、今回の事故のように過大なビームが照射されても、警報や自動停止装置が働けば管理区域外への漏洩は防げるという考え方に基づいている。また、ホール内の気圧は外部と比べて低く設定されており、仮にホール内に放射性同位体が漏洩しても、窓を開けたくらいでは外部に漏洩しないように作られている。そして、放射性同位体がホール内に拡散したのは、自動化されている装置の誤作動が原因であり、この点については人為的なミスは関わっていないものの、過大な陽子線が照射される以前に、陽子線が少ない量しか照射されないトラブルが発生していた。これらを総合すると、警報は正常に動作しており、その時点では放射性同位体の漏洩は管理区域内に留まっていた事から、警報を正しく判断し原因を特定するなどの措置を講じていれば、放射性同位体が管理区域外まで漏洩する事は防げた可能性がある。

## 反応
通報が事故発生から約33時間と遅れた事に関して、J-PARCを運営しているもう1つの機構である日本原子力研究開発機構は、事故への対応が不適切であったことを謝罪した。また共同運営者である高エネルギー加速器研究機構と、J-PARCセンター長も同様に謝罪を行った。また、文部科学省の丹羽秀樹政務官は、橋本昌茨城県知事と村上達也東海村村長に対して謝罪した。菅義偉内閣官房長官は、事故の報告が遅れた事に遺憾の意を示し、状況の把握、原因の究明、再発防止策を求め、厳正に対処すると述べた。
施設が設置されている茨城県は通報が遅いとした上で、日本原子力研究開発機構と原子力安全協定を結んでいる7つの市町村と共に、5月25日に立ち入り調査を行った。また、水戸労働基準監督署も同日に立ち入り調査を行った。
原子力規制委員会は5月27日、原子力事故・故障の評価の尺度である国際原子力事象評価尺度を暫定的に「レベル1（逸脱）」と評価した。レベル1の場合は「事故」ではなく「事象」に分類される。作業員の被曝線量から単純に考慮すると「レベル0+（尺度以下）」に分類されるものの、放射性同位体が外部に漏洩したのが故意であること、通報が大幅に遅れたことを考慮し、レベルを1段階上げた。
原子力規制庁は、今後の定例会でJ-PARCに対する対応を検討する事になるが、運転再開には地元の理解も不可欠であり、仮に運転停止が長引けば、J-PARCを利用した基礎物理研究や民間や大学の研究にも影響が生じる可能性がある。